# Albrecht Hohenzollern (1490–1568)

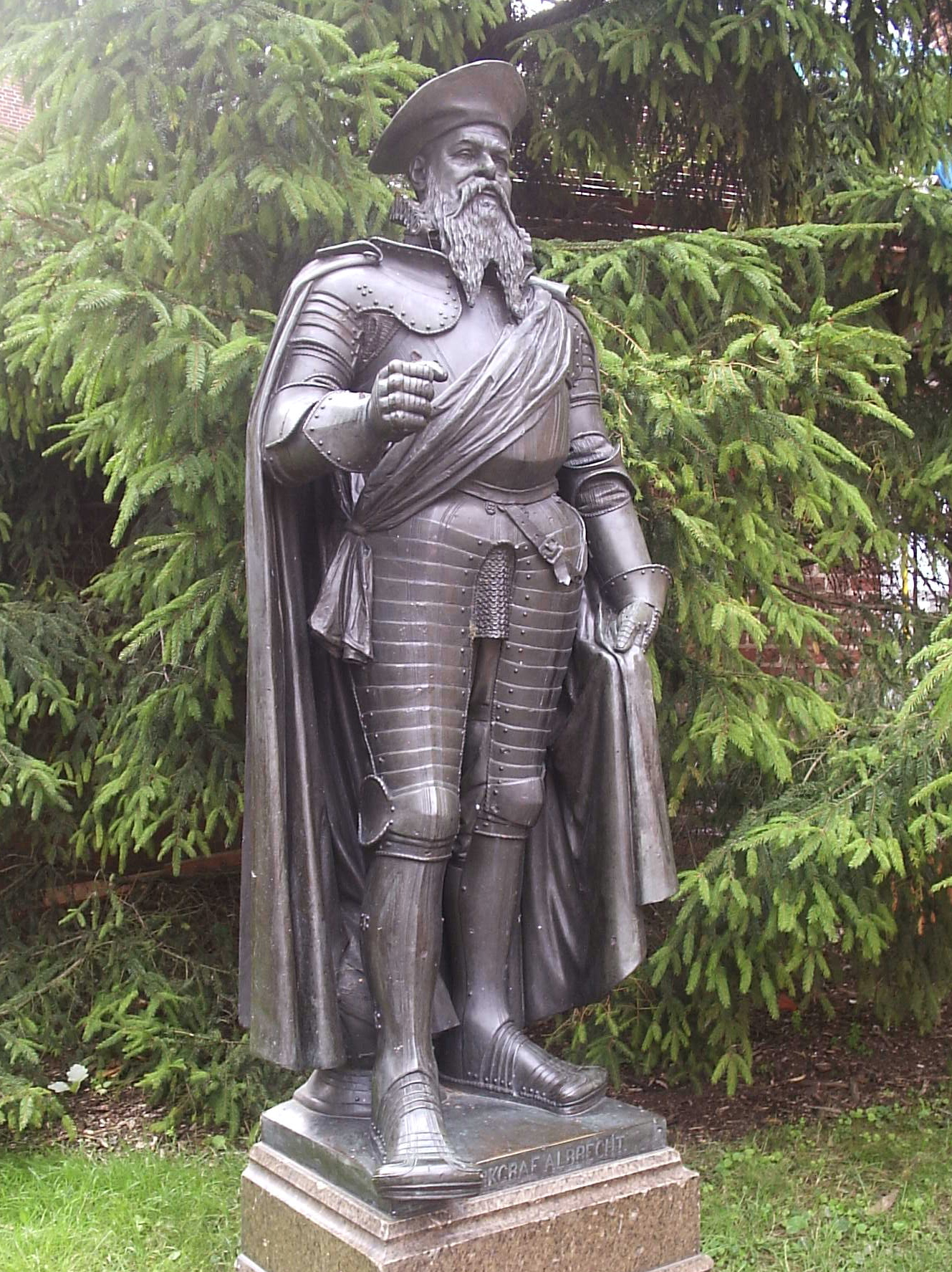
Pomnik wielkiego mistrza Albrechta Hohenzollerna na Zamku w Malborku

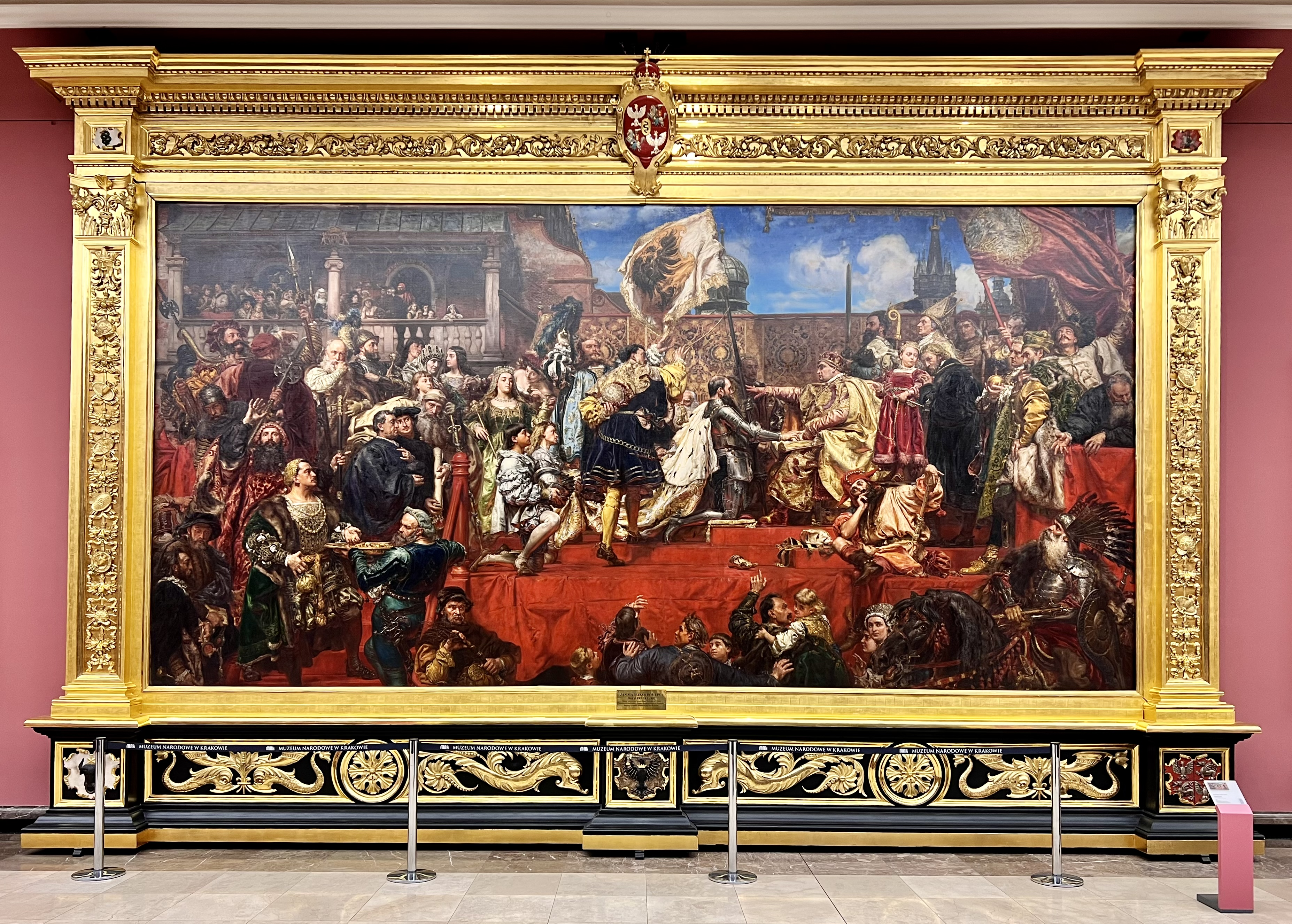
Hołd pruski (1882) Jana Matejki

Albrecht Hohenzollern (niem. Albrecht von Brandenburg-Ansbach; ur. 17 maja 1490 w Ansbachu, zm. 20 marca 1568 w Tapiewie) – 37., ostatni wielki mistrz zakonu krzyżackiego przed sekularyzacją państwa zakonnego, w latach 1511–1525. Wystąpił z niego razem ze znaczną liczbą innych rycerzy, co praktycznie zakończyło działalność zakonu w Prusach. 10 kwietnia 1525 złożył hołd lenny królowi Polski Zygmuntowi Staremu w Krakowie (nazwany później hołdem pruskim) i od tego czasu, aż do śmierci w 1568 r. sprawował władzę książęcą w dawnym państwie zakonnym przemianowanym na Prusy Książęce, kanonik gnieźnieńskiej kapituły katedralnej.
W 1525 roku został głową pierwszego protestanckiego państwa (pozostającego pod polskim zwierzchnictwem), którego oficjalnie panującym wyznaniem był luteranizm.

## Pochodzenie
Albrecht urodził się 17 maja 1490 w Ansbach na terenie Frankonii. Był synem Fryderyka Hohenzollerna i Zofii Jagiellonki – córki Kazimierza Jagiellończyka i siostry Zygmunta Starego. Od początku przeznaczony był do służby duchownej.

## Kariera w zakonie krzyżackim
Albrecht jako rycerz zakonny występował pod imieniem Albrecht von Brandenburg-Ansbach. 13 lutego 1511 wybrany został na urząd wielkiego mistrza przy poparciu cesarza Maksymiliana I. W czasie pełnienia funkcji wielkiego mistrza zlikwidował urzędy wielkiego szpitalnika i wielkiego szafarza, które setki lat istniały w ramach zakonu.
Na terenie Prus Krzyżackich postępował proces laicyzacji wśród braci zakonnych, jak i wyższego duchowieństwa diecezjalnego. Zachowane były jednak zewnętrzne pozory religijności. W 1519 odbyła się wielka procesja wielkopostna, w której obok Albrechta uczestniczyli m.in.: jego brat Wilhelm, książę brunszwicki Erich oraz biskupi sambijski i pomezański. W roku tym Albrecht odbył też pielgrzymkę do Świętej Lipki do istniejącej wówczas tam kaplicy (druga kaplica w Świętej Lipce przed wybudowaniem obecnego kościoła powstała dzięki Stefanowi Sadorskiemu). Albrecht z Królewca dojechał do Sępopola (województwo warmińsko-mazurskie), a dalej szedł pieszo cztery mile pruskie, tj. 30 km.
W latach 1519–1521 Albrecht prowadził ostatnią, samodzielną, zakończoną niekorzystnym dla zakonu rozejmem, wojnę zakonu krzyżackiego z Polską.
Dwór Albrechta wraz z konwentem liczył 400 osób i od początku przypominał raczej dwór monarchy niż rycerza zakonnego. Na zamku w Królewcu odbywały się turnieje rycerskie i inne zabawy, jak na dworach królewskich. Albrecht nawiązał kontakty z Marcinem Lutrem, rozmawiał z nim w latach 1523 i 1524. W roku 1524 dotychczasowy katolicki biskup sambijski Georg von Polentz przeszedł oficjalnie na luteranizm i objął nowo utworzoną diecezję luterańską w Królewcu, notabene – pierwszą oficjalnie uznaną przez Lutra strukturę tego Kościoła w Europie. W wyniku sekularyzacji państwa krzyżackiego w 1525 powstały Prusy Książęce. Sekularyzacji zakonu nie uznawali cesarze i książęta niemieccy, a Albrecht musiał szukać wsparcia w Krakowie.

## Hołd pruski
W 1525 r. skończył się czteroletni rozejm po wojnie z Polską z lat 1519–1521. Albrecht wiedział, że w ewentualnej wojnie nie uzyska wsparcia z Rzeszy, co z góry przesądzało jej wynik. Nie pozostawało mu więc nic innego jak złożyć hołd lenny królowi Zygmuntowi. Postanowił to jednak zrobić już jako książę świecki.
Pertraktacje króla polskiego z udziałem senatorów Korony z księciem Albrechtem i przedstawicielami stanów pruskich prowadzono w marcu 1525 roku we Wrocławiu. Traktat pokojowy podpisany został 8 kwietnia 1525 w Krakowie przez króla, Albrechta, księcia Fryderyka legnickiego oraz margrabiego Jerzego von Hohenzollerna. W następnym dniu na oddzielnych dokumentach podpisanych także przez króla i Albrechta postanowienia traktatu ratyfikowała delegacja stanów pruskich z przedstawicielami zakonu z Prus Krzyżackich. W dniu 10 kwietnia 1525 r. na rynku krakowskim Albrecht złożył uroczysty
hołd.

## Rządy Albrechta (Alberta) jako świeckiego księcia

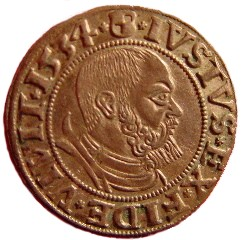
Grosz pruski Albrechta Hohenzollerna z 1534 z inskrypcją „Iustus ex fide vivit” – sprawiedliwy z wiary żyć będzie

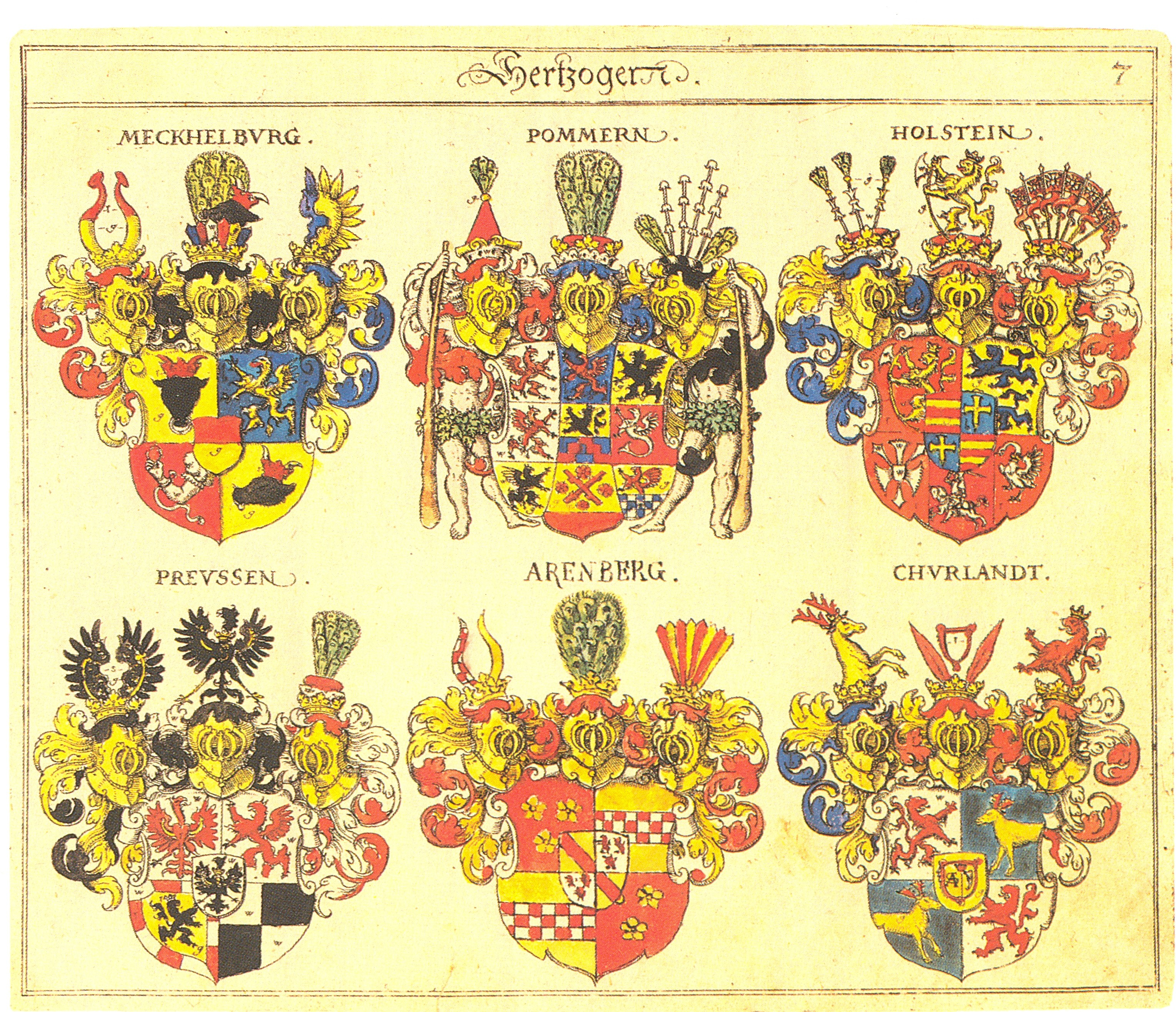
Karta herbarza J. Siebmachera z herbem księcia Prus (pierwszy z lewej w dolnym rzędzie), 1605

Książę Albrecht (używano teraz też spolszczonej formy jego imienia Albert), już jako władca świecki, w dniu 28 maja 1525 przyjął w Królewcu hołd od swoich poddanych, także od dotychczasowych braci zakonnych, którzy masowo zrzucali białe krzyżackie płaszcze, stając się tym samym zwykłymi świeckimi rycerzami, poddanymi księcia Albrechta. Zakon utrzymał się w Niemczech, co było jednym z czynników wrogiego nastawienia cesarstwa do księcia Albrechta. W tym samym roku stłumił powstanie chłopskie w Sambii.
Albrecht był przez cały okres swojego panowania lojalnym lennikiem Polski. Był m.in. doradcą króla Polski w sprawach bałtyckich. Książę Albrecht marzył o polskim tronie i jak się wydaje w tym celu utrzymywał szerokie kontakty z osobistościami politycznymi ówczesnej Rzeczypospolitej oraz był mecenasem polskich uczonych i artystów. W roku 1543 zalecił staroście z Ełku ochronę dzikich koni.
Książę Albrecht (Albert) w 1544 r. założył w Królewcu uniwersytet, nazwany od jego imienia (Albert) Uniwersytetem Albertyna, któremu przywilejem z 1560 r. król Zygmunt August nadał takie prawa jakie miała Akademia Krakowska.
Książę Albrecht był protektorem luteranizmu w I Rzeczypospolitej. Ufundował liczne stypendia dla młodzieży protestanckiej na uniwersytecie królewieckim, ale nie tylko: zapewnił też hojne stypendium (50 srebrnych marek) Janowi Kochanowskiemu, który był katolikiem. W 1553, dzięki jego wsparciu Stanisław Murzynowski ukończył pierwszy przekład Nowego Testamentu na język polski. Na książęcym dworze w Królewcu bawił jako dworzanin syn Mikołaja Reja, a Jan Kochanowski bywał tam w latach 1551, 1552 i 1555 – (przypuszczalnie wówczas Kochanowski napisał hymn „Czego chcesz od nas Panie za Twe hojne dary”). Dbał też o rozwój literatury religijnej w językach litewskim i – w już ograniczonej formie – pruskim (pastor Abel Will z Pobethen). Również sam tworzył pieśni kościelne.

## Małżeństwa i dziedzictwo
Albrecht był dwukrotnie żonaty. Pierwszą żoną Albrechta (ślub 1 lipca 1526) była Dorota Oldenburg, córka króla Danii i Norwegii – Fryderyka I i Anny Hohenzollern. Para miała szóstkę dzieci:
- Anna Zofia (1527–1591) żona księcia Meklemburgii Jana Albrechta I
- Katarzyna (1528)
- Fryderyk Albrecht (1529–1530)
- Lucia Dorota (1531–1532)
- Lucia (1537–1539)
- Albrecht (1539)

Drugą żoną Albrechta była od 1550 Anna Maria, córka Eryka I Starszego księcia brunszwickiego i Elżbiety Hohenzollern. Z drugiego związku narodzili się:
- Elżbieta (1551–1596)
- Albrecht Fryderyk (1553–1618) – książę w Prusach.

Albrecht zmarł 20 marca 1568 w Tapiawie (niem. Tapiau, ros. Gwardiejsk w obecnym obwodzie królewieckim). Pochowany został w Królewcu. W zniszczonej w czasie II wojny światowej katedrze sambijskiej (od 1525 luterańska) zachowała się na ścianie wschodniej prezbiterium część pomnika grobowego księcia Albrechta z 1572. Wcześniej przy ścianie południowej prezbiterium pochowana została pierwsza żona Albrechta – Dorota Duńska (epitafium z 1549). W prezbiterium znajduje się również częściowo zniszczone (wykonane w alabastrze), późniejsze epitafium Bogusława Radziwiłła i jego żony Anny Marii.

## Genealogia
| Prapradziadkowie                  | burgrabia Norymbergi Fryderyk V Hohenzollern (1333–1398) ∞1350 Elżbieta Wettyn (1329–1375)         | książę Bawarii-Landshut Fryderyk Wittelsbach (1339–1393) ∞1381 Magdalena Visconti (1366–1404)      | elektor Saksonii Fryderyk I Wettyn (1370–1428) ∞1402 Katarzyna Welf (1395–1442)                    | arcyksiążę Styrii, Karyntii i Krainy Ernest Habsburg (1377–1424) ∞1412 Cymbarka mazowiecka (1393–1429) | wielki książę Litwy Olgierd Giedyminowic (1296–1377) ∞1350 Julianna twerska (1325–1392)                     | Andrzej Holszański (–1420) ∞ Aleksandra Drucka (1380–1426)                                                  | książę Austrii Albrecht IV Habsburg (1377–1404) ∞1390 Joanna Zofia Wittelsbach (1373–1410)                  | cesarz rzymski, król Czech i Węgier Zygmunt Luksemburski (1368–1437) ∞1408 Barbara Cylejska (1390–1451)     |
| Pradziadkowie                     | elektor Brandenburgii Fryderyk I Hohenzollern (1371–1440) ∞1401 Elżbieta Wittelsbach (1383–1442)   | elektor Brandenburgii Fryderyk I Hohenzollern (1371–1440) ∞1401 Elżbieta Wittelsbach (1383–1442)   | elektor Saksonii Fryderyk II Wettyn (1412–1464) ∞1431 Małgorzata Habsburg (1416–1486)              | elektor Saksonii Fryderyk II Wettyn (1412–1464) ∞1431 Małgorzata Habsburg (1416–1486)                  | król Polski, wielki książę Litwy Władysław II Jagiełło (1362–1434) ∞1422 Zofia Holszańska (1405–1461)       | król Polski, wielki książę Litwy Władysław II Jagiełło (1362–1434) ∞1422 Zofia Holszańska (1405–1461)       | król Niemiec, Czech i Węgier Albrecht II Habsburg (1397–1439) ∞1421 Elżbieta Luksemburska (1409–1442)       | król Niemiec, Czech i Węgier Albrecht II Habsburg (1397–1439) ∞1421 Elżbieta Luksemburska (1409–1442)       |
| Dziadkowie                        | elektor Brandenburgii Albrecht III Achilles Hohenzollern (1414–1486) ∞1458 Anna Wettyn (1437–1512) | elektor Brandenburgii Albrecht III Achilles Hohenzollern (1414–1486) ∞1458 Anna Wettyn (1437–1512) | elektor Brandenburgii Albrecht III Achilles Hohenzollern (1414–1486) ∞1458 Anna Wettyn (1437–1512) | elektor Brandenburgii Albrecht III Achilles Hohenzollern (1414–1486) ∞1458 Anna Wettyn (1437–1512)     | król Polski, wielki książę Litwy Kazimierz IV Jagiellończyk (1427–1492) ∞1454 Elżbieta Habsburg (1436–1505) | król Polski, wielki książę Litwy Kazimierz IV Jagiellończyk (1427–1492) ∞1454 Elżbieta Habsburg (1436–1505) | król Polski, wielki książę Litwy Kazimierz IV Jagiellończyk (1427–1492) ∞1454 Elżbieta Habsburg (1436–1505) | król Polski, wielki książę Litwy Kazimierz IV Jagiellończyk (1427–1492) ∞1454 Elżbieta Habsburg (1436–1505) |
| Rodzice                           | margrabia Ansbach i Bayreuth Fryderyk Hohenzollern (1460–1536) ∞1479 Zofia Jagiellonka (1464–1512) | margrabia Ansbach i Bayreuth Fryderyk Hohenzollern (1460–1536) ∞1479 Zofia Jagiellonka (1464–1512) | margrabia Ansbach i Bayreuth Fryderyk Hohenzollern (1460–1536) ∞1479 Zofia Jagiellonka (1464–1512) | margrabia Ansbach i Bayreuth Fryderyk Hohenzollern (1460–1536) ∞1479 Zofia Jagiellonka (1464–1512)     | margrabia Ansbach i Bayreuth Fryderyk Hohenzollern (1460–1536) ∞1479 Zofia Jagiellonka (1464–1512)          | margrabia Ansbach i Bayreuth Fryderyk Hohenzollern (1460–1536) ∞1479 Zofia Jagiellonka (1464–1512)          | margrabia Ansbach i Bayreuth Fryderyk Hohenzollern (1460–1536) ∞1479 Zofia Jagiellonka (1464–1512)          | margrabia Ansbach i Bayreuth Fryderyk Hohenzollern (1460–1536) ∞1479 Zofia Jagiellonka (1464–1512)          |
| Albrecht Hohenzollern (1490–1568) | | | | | | | | |